# Ян Боузек
Ян Боузек (на чешки: Jan Bouzek) е чешки археолог и уиверситетски преподавател, професор в Карловия университет в Прага, Чехия.

## Биография
Роден е на 17 февруари 1935 г. в Прага, Чехословакия. През 1958 г. завършва класическа и праисторическа археология в Карловия университет в Прага, където веднага след това става асистент. В периода 1967 – 1968 г. е Хумболтов стипендиант в Тюбинген. От 1991 г. е професор по класическа и праисторическа археология, а през 1992 г. става доктор на науките. В периода 1969 – 1991 г. ръководи Класическият отдел на Националния музей в Прага. През 1989 – 1991 г. е заместник-декан на Факултета по изкуства, до 2001 г. е директор на Института по класическа археология в Карловия университет. До 2012 г. преподава в Университета „Масерик“ в Бърно. През 2002 г. е избран за професор по история на изкуствата в Хуманитарния факултет на Карловия университет. Гост лектор е в университетите в Минесота, Тюбинген, Виена, Братислава, Залцбург и Ополе.
През 1993 г. застава начело на съвместен българо-чешки проект за проучване на археологически обект Емпорион Пистирос край Ветрен. За дългогодишната си дейност в проучването на археологическия обект и популяризирането му, през 2015 г., е удостоен с почетния знак на община Септември.
Член е на Австрийския археологически институт, Френското дружество за класическа археология, Научното дружество на Чехия и член-кореспондент на Германския археологически институт.
Умира на 3 ноември 2020 г.

## Научни публикации
- The Knovíz Settlement in NW Bohemia (with D. Koutecký and E. Neustupný) (1966)
- Homerisches Griechenland (1969)
- Graeco-Macedonian Bronzes (1974)
- The Aegean, Anatolia and Europe: Cultural Interrelations in the 2nd millennium B.C. (1985)
- Greece, Anatolia and Europe in the Early Iron Age, Jonsered (Aström) (1997)
- Studies of Greek Pottery in the Black Sea Region (1990)
- Thracians and Their Neighbours (2005)
- Prehisrtpry of Europe as Seen from its Centre (2011)
- Study of Homeric Greece and the Early Iron Age Geometric Koine (2017)